# فرانشيسكا هوفمان
فرانشيسكا هوفمان (بالألمانية: Franziska Hofmann)‏ هي منافسة ألعاب القوى ألمانية، ولدت في 27 مارس 1994 في فرانكنبرغ في ألمانيا.

## وصلات خارجية
- فرانشيسكا هوفمان على موقع الاتحاد الدولي لألعاب القوى (الإنجليزية)
- فرانشيسكا هوفمان على موقع الاتحاد الألماني لألعاب القوى (الألمانية)
- فرانشيسكا هوفمان على موقع الدوري الماسي (الإنجليزية)
- فرانشيسكا هوفمان على موقع اللجنة الأولمبية الدولية (الإنجليزية)
- فرانشيسكا هوفمان على موقع أوليمبيديا (الإنجليزية)
- فرانشيسكا هوفمان على موقع اللجنة الأولمبية الألمانية (الألمانية)